# .net
.net ist eine generische Top-Level-Domain. Sie wurde am 1. Januar 1985 erstellt und war zunächst primär für Internet-Service-Provider bestimmt, wird heute aber branchenübergreifend verwendet. Die Abkürzung net steht für den englischen Begriff network, zu Deutsch Netzwerk.

## Geschichte
Die Top-Level-Domain wird derzeit von Verisign verwaltet. Zeitweise haben sich auch andere Organisationen um den Betrieb der Vergabestelle beworben, konnten sich jedoch bislang nicht gegen die Dominanz des Inhabers durchsetzen. Unter den Interessenten befand sich zeitweise auch die DENIC, die für die Verwaltung von .de verantwortlich ist.
.net gehört neben .com und .org zu den ältesten Top-Level-Domains überhaupt. Gemeinhin wird symbolics.com als erste jemals registrierte Domain bezeichnet, was Verisign im August 2013 jedoch korrigierte. In einem Bericht stellte das Unternehmen klar, dass symbolics.com die erste offiziell registrierte Domain war, zuvor aber nordu.net manuell vergeben wurde. Damit sei auch .net die erste generische (und öffentlich verfügbare) Top-Level-Domain, die tatsächlich aktiv genutzt wurde.

## Vergabe
Da es heute keinerlei Beschränkungen bei der Registrierung gibt, kann jede natürliche oder juristische Person Inhaber einer .net-Domain sein. Sie kann zwischen zwei und 63 Zeichen lang sein, die Verwendung deutscher Umlaute ist möglich. Im August 2013 kündigte Verisign außerdem an, internationalisierte Domainnamen in den Schriftsystemen Devanagari, Hangul sowie Chinesischer Schrift zu unterstützen. Inhaber einer bestehenden Third-Level-Domain sollen bei der Vergabe bevorzugt behandelt werden.
Neben .com und .org hat .net enorme Popularität erreicht und gehört zu den zehn am häufigsten registrierten Top-Level-Domains. Im April 2013 wurden mehr als 15 Millionen .net-Domains gezählt, im Mai 2020 lag die Anzahl bei 13,4 Millionen.